# Диабаз
Диабазът (на гръцки: διάβασησ – преход) е вид магмена, ефузивна скала.
Представлява пълнокристалическа тъмнооцветена магмена скала, близка по състав с базалта. Образува се като продукт от мощни изливания на древни вулкани или като недълбоки пластови интрузии. Използва се като строителен материал, за пътно покритие и др.